# Пшеничное поле с кипарисом
«Пшеничное поле с кипарисом» — картина из серии пшеничных полей Винсента Ван Гога, написанная в трёх версиях в 1889 году в лечебнице для душевнобольных Сен-Поль-де-Мозоль в Сен-Реми-де-Прованс, где он проходил лечение с мая 1889 по май 1890 года. Вдохновением художнику послужил вид из окна лечебницы на альпийские предгорья.

## История
На картине изображено поле спелой пшеницы с возвышающимся над ним провансальским кипарисом и оливковыми деревьями на фоне предгорьев и закрученных облаков в небе. Первая версия (F717) была написана в конце июня или начале июля 1889 года вскоре после «Звёздной ночи», в период психического расстройства Ван Гога и его одержимости кипарисами. Скорее всего, Ван Гог написал её на пленэре, когда ему было разрешено покидать лечебницу. Впоследствии он считал «Пшеничное поле с кипарисом» одной из лучших своих летних картин. В письме своему брату Тео от 2 июля 1889 года он сообщал: «У меня есть холст с кипарисом, колосьями пшеницы и маками под голубым небом, похожим на шотландский плед; его я написал густым импасто, как у Монтичелли, и пшеничное поле тоже густо, чтобы показать сильную жару».
Ван Гогу пришлось сделать перерыв в работе из-за серьёзных осложнений с психическим состоянием в конце июля — начале августа, но через месяц он вернулся к «Пшеничному полю». Сделав с оригинала рисунок калямом, ныне хранящийся в музее Ван Гога в Амстердаме, он выполнил две копии композиции, одну приблизительно того же размера (F615) и малую версию (F743). Первая, вероятно, была написана за один сеанс, с небольшим добавлением жёлтых и коричневых оттенков. Ван Гог обрисовал общую композицию углём, нанёс тонкий слой краски на кипарис и небо, а затем толстый слой на пшеницу и облака в технике импасто. Для облаков он предпочёл блестящий белый цинк вместо свинцовых белил, несмотря на его плохие сушильные свойства. Остальная палитра включала кобальтовую синь для неба, хром-жёлтую краску для пшеничного поля, изумрудную и голубоватую зелень для кустарников и кипариса, киноварь для маков, а также синтетический ультрамарин. Июльский пленэрный оригинал потребовал гораздо больших усилий и может рассматриваться как предварительная разработка сентябрьской версии.
Тогда же, в сентябре, Винсент отправил июльскую и сентябрьскую версии «Пшеничного поля» своему брату в Париж, а третью — в подарок сестре и матери. Вдова Тео продала июльскую художнику Эмилю Шуффенекеру в 1900 году. Пройдя через руки коллекционера Александра Бертье и галериста Пауля Кассирера, в ноябре 1909 года она оказалась в галерее фотографа Эжена Дрюэ, где была впервые выставлена и сфотографирована. В 1910 году её купил берлинский банкир Франц фон Мендельсон, и она оставалась в собственности семейства Мендельсон до 1952 года, пока её не приобрёл в Цюрихе оружейный промышленник Эмиль Бурле. В 1993 году его сын Дитер Бурле продал картину Метрополитен-музею в Нью-Йорке за 57 миллионов долларов при финансовой поддержке бизнесмена Уолтера Анненберга.
Сентябрьская версия была куплена фондом Курто в 1923 году и ныне хранится в Лондонской национальной галерее. Малая версия, проданная на аукционе Сотбис в 1970 году, а потом в США в 1987 году, находится в частной коллекции.

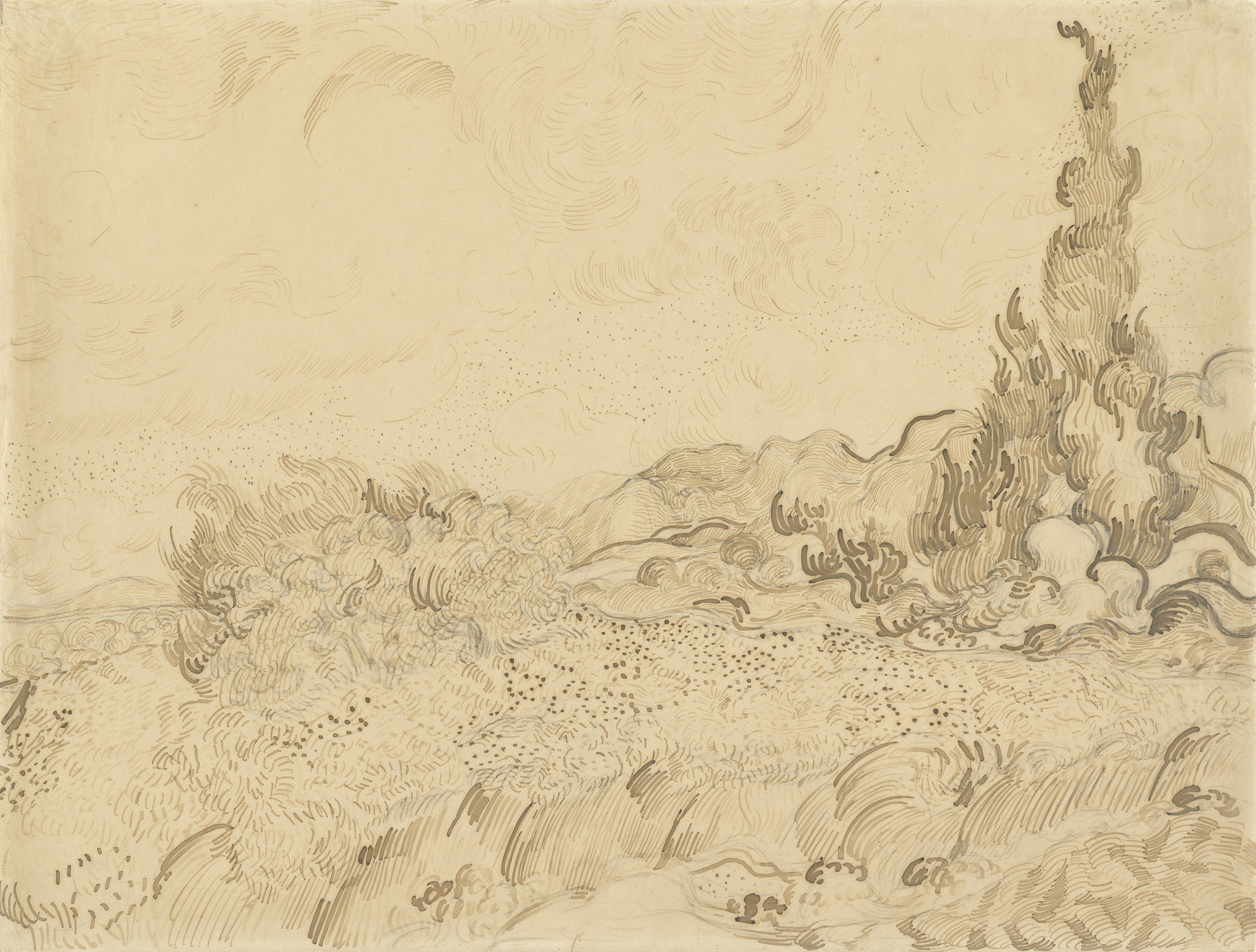
Рисунок калямом (F1538). Музей Ван Гога. Амстердам
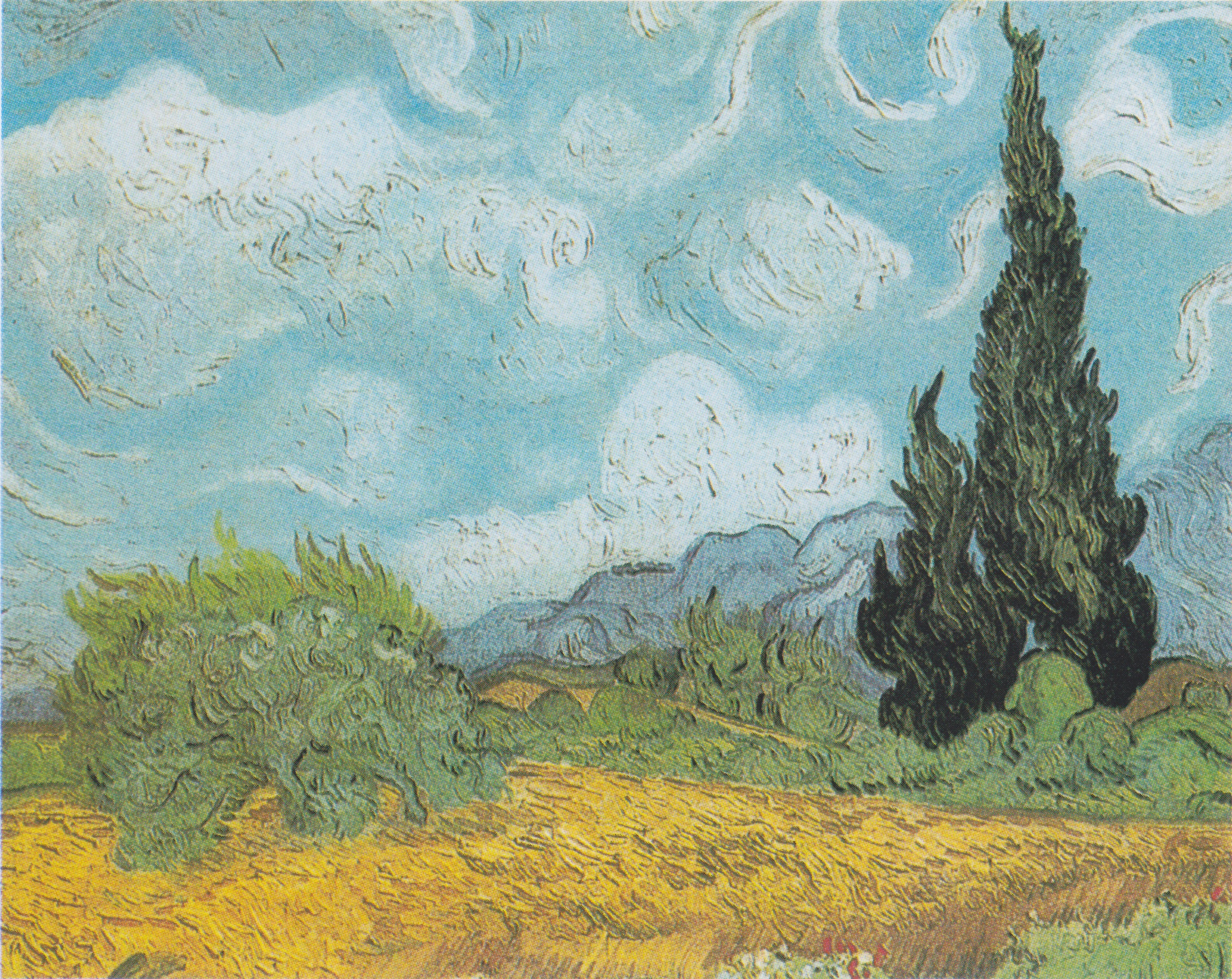
Малая версия (F743). Частная коллекция 51.5×65 см